# دينالي
جبل دينالي (بالإنجليزية Denali) وكان يسمى سابقا جبل ماكينلي (بالإنجليزية Mount McKinley) هو أعلى قمة جبلية في أمريكا الشمالية وأحد القمم السبعة في العالم، يبلغ ارتفاعه 20,310 قدم (6,190 م) فوق مستوى سطح البحر. مع بروز طوبوغرافي يبلغ 20,156 قدمًا (6,144 م). جبل دينالي هو جبل في سلسلة جبال ألاسكا في الجزء الداخلي من ولاية ألاسكا الأمريكية، ويقع في منتصف منتزه ومحمية دينالي الوطنية.

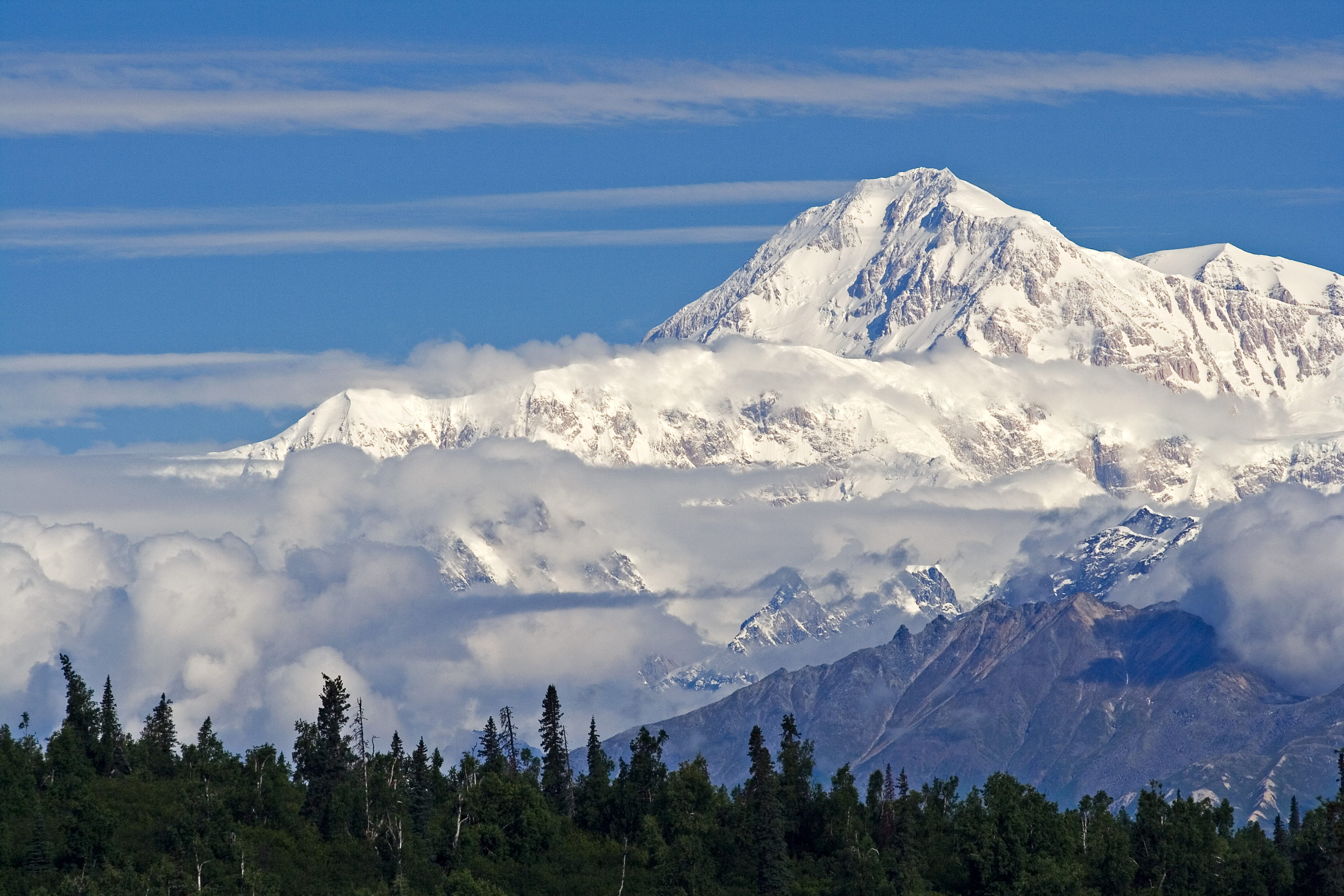
دينالي في ألاسكا

في 2 سبتمبر 2015، أعلنت هيئة المسح الجيولوجي الأمريكية أن الارتفاع الصحيح للجبل يبلغ 20,310 أقدام (6,190 م)، وليس 20,320 قدمًا (6,194 م)، كما تم قياسه في عام 1952 باستخدام القياس التصويري.
كان الكويكون (سكان ألاسكا الأصليين) الذين يقطنون المنطقة المحيطة بالجبال يطلقون على الجبل اسم «دينالي» التي تعني «الشاهق» منذ عدة قرون. وفي عام 1896، أطلق منقب عن الذهب اسم «ماكينلي» على الجبل لدعم المرشح للرئاسة الأمريكية آنذاك وليام ماكينلي. وظل هذا الاسم «جبل ماكينلي» هو الاسم الرسمي المعترف به من قبل الحكومة الفيدرالية للولايات المتحدة من عام 1917 حتى عام 2015. وفي أغسطس 2015 في عهد الرئيس الأمريكي السابق باراك أوباما؛ أعلنت وزارة الداخلية الأمريكية عن تغيير الاسم الرسمي للجبل من «ماكينلي» إلى «دينالي».

## محاولات الصعود
في عام 1903، كان جيمس ويكرشام (James Wickersham) أول من حاول تسلق جبل دينالي، ولكن محاولته باءت بالفشل. وفي عام 1906، ادعى فريدريك كوك (مستكشف وطبيب أمريكي) أنه تسلق الجبل ووصل إلى القمة، ولكن هذه المحاولة لم يتم التحقق منها وظلت موضع شك. أما أول محاولة تحققت لتسلق الجبل لفريق من عدة أشخاص كانت يوم 7 يونيو 1913، من قبل المتسلقين «هدسون ستاك» و«هاري كارستينز» و«والترهاربر» و«روبرت تاتوم»، بينما يعتبر المغامر والرحالة الياباني «أويمورا ناؤمي» أول من يصل إلى قمة جبل دينالي بمفرده عام 1971.

## محطة الأرصاد الجوية

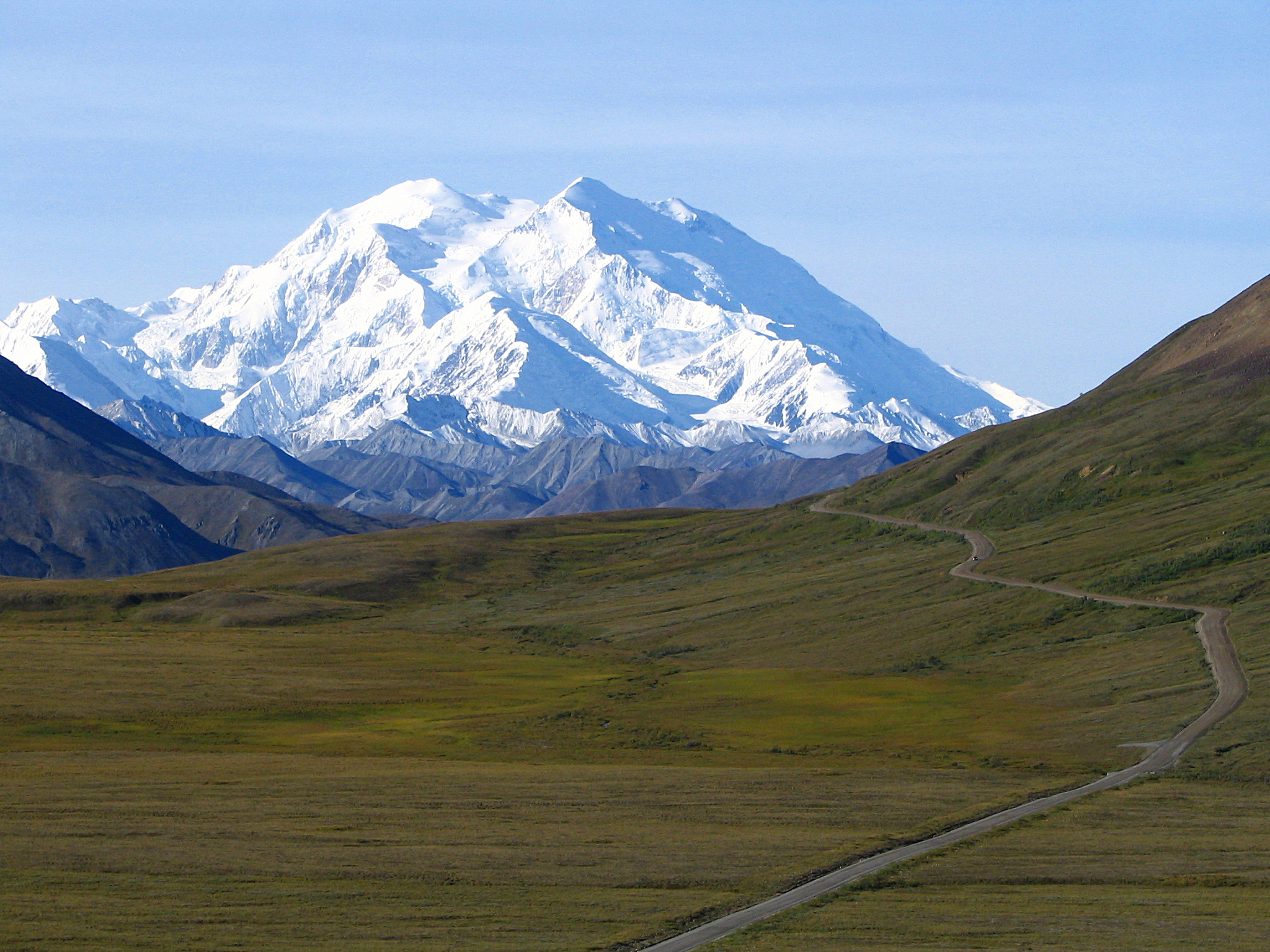
هذه صورة لجبل دينالي ملتقطة من نقطة المراقبة "ستوني دوم" في متنزه دينالي الوطني.

في عام 1990 قام نادي «جبال الألب» الياباني بتركيب محطة للأرصاد الجوية على سلسلة من التلال بالقرب من قمة جبل دينالي على ارتفاع 18,733 قدمًا (5,710 م).ولاحقا في عام 1998، تم التبرع بمحطة الأرصاد الجوية إلى مركز أبحاث القطب الشمالي الدولي في جامعة ألاسكا في مدينة فيربانكس.
في يونيو 2002، وضعت محطة أرصاد جوية جديدة على ارتفاع 19,000 قدم (5800 م). وقد تم تصميمها لإرسال بيانات الطقس في الوقت الفعلي كي يستفيد منها هواة التسلق ومراكز الأبحاث. ومنذ إنشاء هذه المحطة، تجري تحديثات سنوية للمعدات باستخدام أدوات مخصصة مصممة للعمل في الظروف الجوية القاسية والمرتفاعات الشاهقة. تعتبر محطة الأرصاد الجوية هذه ثالث أعلى محطة أرصاد في العالم.
سجلت محطة الأرصاد الجوية درجة حرارة −75.5 درجة فهرنهايت (59.7 درجة مئوية) في 1 ديسمبر 2003. حتى في شهر يوليو، سجلت المحطة درجات حرارة منخفضة وصلت إلى −22.9 درجة فهرنهايت (−30.5 درجة مئوية) وحرارة هواء بلغت −59.2 درجة فهرنهايت (−50.7 درجة مئوية).

## أعلام
- أويمورا ناؤمي